# First Solar
First Solar je společnost vyrábějící solární články. Výrobní závody má v USA, v Malajsii a Německu. Výkon vyrobených článků překonal v roce 2009 jeden gigawatt. Vyráběné fotovoltaické články jsou založeny na technologii tenkovrstvých polovodičů s využitím toxického kadmium telluridu (CdTe).
Tato technologie nabízí vyšší účinnost a nižší výrobní náklady než řešení na bázi křemíku [zdroj⁠?!]. Firma First Solar se v roce 2009 snížila výrobní náklady na méně než jeden dolar na watt.

## Historie firmy
Firma First Solar vznikla v Tempe (Arizona, USA) v roce 1999 prodejem firmy Solar Cell Inc. (SCI) společnosti True North Partners (vlastněné rodinou Waltonů, které patří např. Wal-Mart). Předsedou představenstva je Michael Ahearn. Komerční výroba fotovoltaických článků začala v roce 2002. Výrobní kapacita přesáhla v roce 2005 úrovně 25 megawattů špičkového výkonu (MWp). V následujících letech byla vybudována nová výrobní linka v Perrysburgu (Ohio, USA) a čtyři další linky v Německu. V roce 2006 dosáhla firma First Solar výroby 75 MW a oznámila výstavbu dalších 16 linek v Malajsii (Kulim). Ve stejném roce byla společnost First Solar poprvé zařazena na index NASDAQ. First Solar uvádí, že celosvětově zaměstnává přes 4 000 lidí .

## Recyklace
Každý, kdo nakoupí články First Solar, může kdykoliv výrobce požádat o zpětný odběr na konci jejich životnosti. Recyklovat lze až 95 % obsaženého polovodiče, který pak lze použít při výrobě nových fotovoltaických článků, sklo může být znovu použito při výrobě jiných výrobků až z 90 %.[zdroj⁠?!] Firma uvádí, že náklady na recyklaci jsou obsaženy v prodejní ceně článků a příslušná částka je převedena na oddělený investiční účet nezávislý na First Solar .
Sdružení většiny evropských výrobců PV Cycle – jehož je First Solar členem – spustilo systém sběru a recyklace všech starých solárních článků bez ohledu na značku. Cílem je zachránit co nejvíce fotovoltaických článků pro další použití a zabránit jejich vyhazování do domovního odpadu..